# Генрих I (герцог Брабанта)
Генрих I Смелый (возможно Лёвен, 1165 год — Кёльн, 5 сентября 1235 года) — граф Брюссельский (1179), первый герцог Брабанта (с 1183 года) и герцог Нижней Лотарингии (формально, с 1190 года). Граф Лувена, маркграф Антверпена. Участник Третьего крестового похода. На протяжении большей части правления вёл политику балансирования между соперничающими монархическими династиями Священной Римской империи: Вельфами и Гогенштауфенами. Неоднократный участник военных конфликтов, в том числе и битв при Степпе и Бувине.

## Биография
Отец Генриха Готфрид III рано стал привлекать сына к политике: уже в 1179 году Генрих стал известен как рыцарь, но ещё не граф (лат. miles nec non comes).
В том же году он женился на Матильде Булонской, племяннице Филиппа Эльзасского, дочери его брата Матье, графа Булонского и Марии, дочери английского короля Стефана. Согласно брачному контракту, Генрих фактически отказывался от управления большей частью Брабанта в пользу Филиппа Эльзасского.
Между 1182 и 1184 годами Генрих участвовал в защите Иерусалима, за что император возвёл Брабант в статус герцогства и сделал Генриха первым герцогом Брабанта.

### Конфликт с графом Лоона и герцогом Лимбурга (1189—1191)
В 1189 году Генрих начал военные действия против собственного дяди, герцога Лимбурга. Поводом для конфликта послужила продажа графу Лоона попечительства над Синт-Трёйденом, ранее входившим в приданое матери Генриха Маргариты Лимбургской. Во главе войска из 700 всадников и 60 тысяч пехотинцев Генрих вторгся в Лоон и осадил Синт-Трёйден.
В ответ по просьбе графа Лоона граф Эно ввёл войска в Брабант и Генриху пришлось срочно снять осаду. Тем не менее, с точки зрения политической кампания Генриха была весьма успешна: по заключённому при посредничестве графа Фландрии мирному договору граф Лоона обязался выплатить 800 марок серебром и покуда эта сумма не уплачена полностью, признать совместное с Генрихом владение Синт-Трёйденом. К 1191 году Генрих также заключил мир с герцогом Лимбурга, по которому к Брабанту отходили аллоды в Арлоне и Херцогенрате.

### Выборы епископа Льежского (1191—1193)
В борьбе Вельфов с Гогенштауфенами Генрих периодически менял свои политические пристрастия. Первый существенный конфликт с Гогенштауфенами возник в связи с выборами епископа Льежского после смерти епископа 5 августа 1191 года.
8 сентября льежский капитул должен был избрать епископа. Избрание должно было быть утверждено как папой, так и императором, так как льежский епископ являлся главой княжества, входившего в состав империи. Одним кандидатом, поддержанным графом Эно, был двоюродный брат графа Альберт Ретельский, сын Беатрисы Намюрской, сестры его матери Аделаиды.
Шансы Альберта Ретельского казались особенно высокими, так как он приходился дядей Констанции, супруге императора Генриха VI (братом её матери Беатрисы). Другим кандидатом был брат Генриха Альберт. Большинством голосов предпочтение было отдано последнему, однако часть членов капитула предпочла и Альберта Ретельского.
В начале 1192 года император Генрих VI объявил, что ввиду разногласий, имевших место в ходе выборов в сентябре, право назначения епископа перешло к нему по праву сюзерена, и что его выбор пал на Лотаря Хо(х)стадского, льежского канонника, как и оба Альберта. Решение императора противоречило условиям вормсского конкордата. В ответ на решение императора Альберт Брабантский отправился в Рим, где папа Целестин III рукоположил его в диаконы и послал его к архиепископу Реймса, который 19 сентября 1192 года рукоположил Альберта в священники, а на следующий день в епископы. Когда 24 ноября того же года Альберт отправился в Льеж, на него напали последователи Генриха VI, которые нанесли ему смертельную рану в сердце. В 1613 году епископ Льежа Альберт был причислен папой Павлом V к лику святых.
В ответ на убийство брата в начале 1193 года герцог Генрих разрушил графство Хохстаде, принадлежавшее брату назначенного Генрихом VI епископа. Более того, герцогу удалось собрать целый ряд правителей низовий Рейна и тем самым вынудить императора пойти на перемирие (не позднее 13 мая 1193 года).

### Участие в крестовом походе (1197)

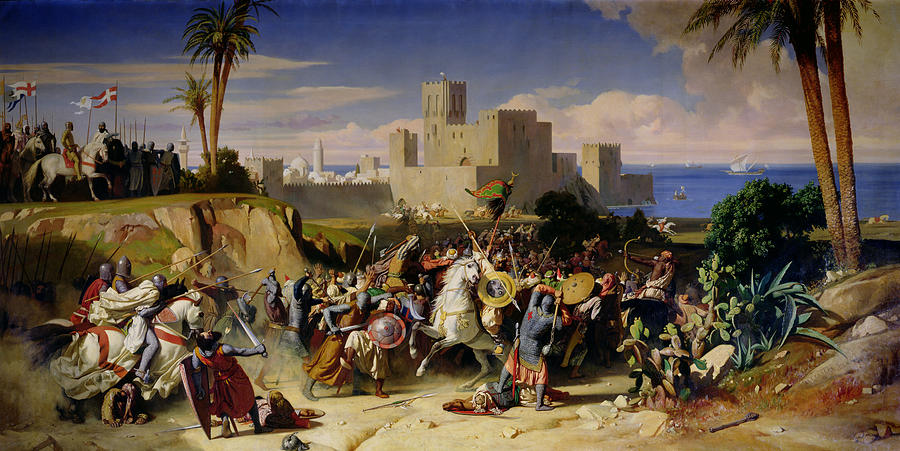
Александр-Жан-Батист Эс (Alexandre-Jean-Baptist Hesse). «Взятие Бейрута войсками Амори II Иерусалимского в 1197 году» (1842).

1194 год ознаменовался рядом столкновений с графом Фландрии, начало которых восходит ещё к 1182 году, и закончившихся мирным соглашением в том же 1194 году. Гарантами соглашения выступили дворянство и города: Антверпен, Брюссель, Жамблу, Жодонь, Заутлеу, Лёвен, Лир, Нивель и Тинен. Это соглашение позволило Генриху начать подготовку к участию в крестовом походе под предводительством Генриха VI, к каковому он и присоединился в 1197 году. Император в Святую землю так и не прибыл, скончавшись от лихорадки 28 сентября 1197 года. Герцог Брабанта прибыл в Святую землю 22 сентября, а уже в октябре того же года участвовал во взятии Сидона и Бейрута и вместе с архиепископом Майнца Конрадом Виттельсбахским осадил стратегически важную крепость Торон (совр. Тибнин). Несмотря на то, что осада была успешной и Торон был готов капитулировать, осада была снята: войско достигли слухи о смерти императора и, учитывая, что единственному сыну Генриха VI было три года и предвидя борьбу за императорский престол Конрад Виттельсбахский и его бароны поспешили в Германию.

### Между Вельфами и Гогенштауфенами (1197—1218)

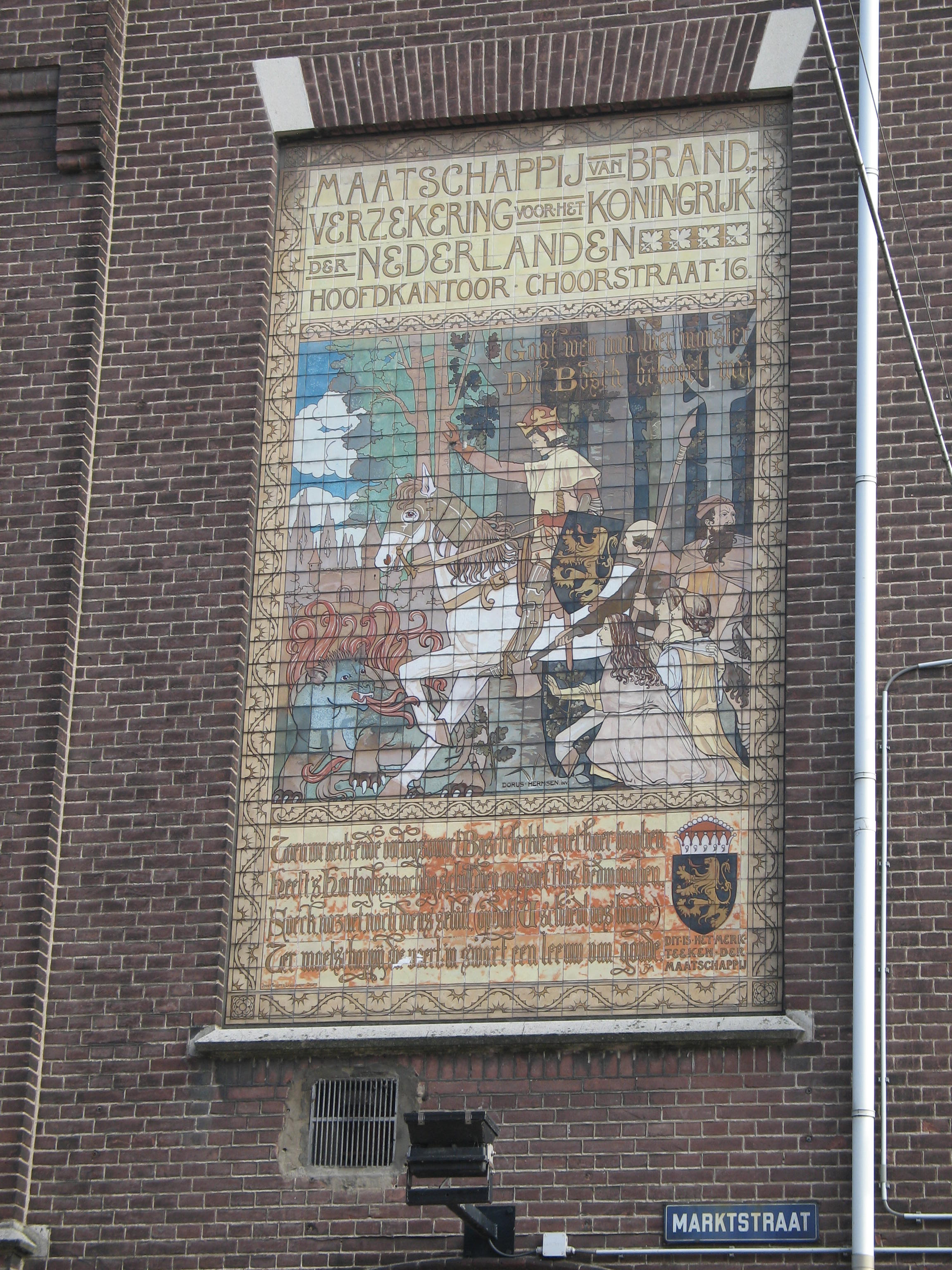
Панно (1910) Доруса Хермсена (Dorus Hermsen) с изображением Генриха I на стене одного из домов в Хертогенбосе. Генрих пожаловал Хертогенбосу статус города (не позднее 1196).

В своей политике Генрих стремился к расширению владений между Шельдой и Рейном и к контролю над торговым путём из Брюгге в Кёльн, что заметно по значительному числу населённых пунктов, получивших при Генрих статус города. Среди прочих, подобный статус был дан Хертогенбосу (до 1196 года), Ландену (около 1210 года), Жодони (1211). Это приводило Генриха к регулярным противостояниям с его сюзереном: так, после смерти Генриха VI он вместе с супругой Матильдой поддержал кандидата Вельфов Оттона Брауншвейгского. Более того, в 1202 году ему удалось склонить на сторону Вельфов своего противника, графа Гельдерна. Тем не менее, после победы Филиппа-Августа над Иоанном Безземельным и после победы в Германии кандидата Гогенштауфенов Филиппа Швабского над Оттоном Брауншвейгским, которого поддерживала Англия, Генрих изменил политические пристрастия и сблизился с французским королём и Гогенштауфенами.

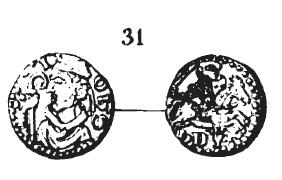
Серебряная монета из Маастрихта. На аверсе изображение епископа в митре и подпись IOH’S, на реверсе — всадник с обнажённым мечом, надпись hDUX.

В 1204 году благодарный Филипп Швабский признал наследуемость герцогского титула, в том числе и по женской линии, а также передал Генриху Нивель, Нимвеген и Маастрихт. За счёт этого принадлежавший до этого льежскому епископству Маастрихт стал кондоминиумом, то есть, совладением епископа Льежа и герцог Брабанта. Девиз города гласил: «Один господин — нет господина, два господина — господин» (нидерл. Eén heer is geen heer, twee heren zijn één heer). Принесённая им в следующем году присяга на верность Филиппу-Августу означала ежегодную ренту в 200 марок серебром.
Убийство Филиппа Швабского в 1208 году означало для Генриха очередную смену лагеря: он снова поддержал Оттона IV. Отлучение Оттона IV от церкви в 1210 году послужило поводом для возобновления войны с льежским епископом, который, подчинившись решению папы, отошел от императора. Генрих добился, чтобы ему поручили привести епископа к повиновению. Другим поводом к военным действиям послужила смерть в 1212 году дальнего родственника Генриха, Альберта II, графа Моха, не оставившего наследников мужского пола и отказавшего свои владения епископству. Причиной конфликта герцога с Льежским епископством, служило географическое положение последнего: посередине между Брабантом и Рейном, откуда в Брабант притекало богатство. 3 мая 1212 года Генрих захватил Льеж и отдал его на разграбление. Таким образом ему удалось завладеть переходом через Маас и получить контроль над торговым путём из Германии в Нидерланды.

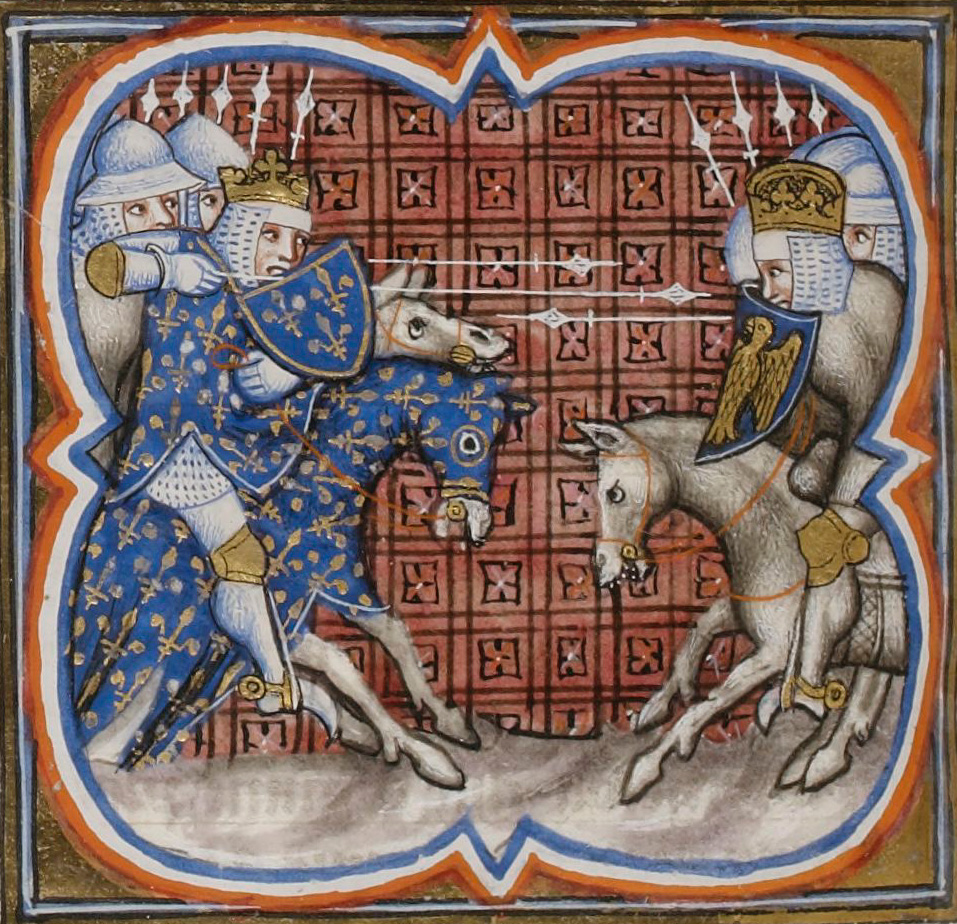
«Битва при Бувине: бой Филиппа-Августа и Оттона IV» из «Больших французских хроник», Париж, XIV век., Национальная библиотека Франции, хранилище манускриптов, манускрипт Fr. 2813, фолио 253 v

В апреле 1213 года Генрих женился на Марии Французской (около 1198-1224), дочери короля Франции Филиппа II Августа и Агнессы Меранской, и тем самым, перешёл на стороны французского короля. В октябре Генрих продолжил боевые действия против льежского епископства, однако на этот раз кампания была менее удачной: 13 октября 1213 года он потерпел сокрушительное поражение в битве на Степе от отрядов льежской городской милиции, подкрепленных частями, прибывшими из графства Лоон. Битва при Степпе была первой в истории Нидерландов битвой, в которой отряды городской милиции успешно противостояли феодальной армии. Впечатление, произведённое этой победой на современников, заметно по «Беседам о чудесах» Цезария Гейстербахского: он пишет о величайшем ристалище демонов, захвативших на поле битвы большую добычу. В результате поражения при Степпе льежские войска вошли на территорию Брабанта и Генриху пришлось на коленях просить льежского епископа о снятии с него отлучения от церкви (28 февраля 1214 года). Реакцией Генриха на подобное публичное унижение стало возвращение в стан Вельфов, ознаменовавшееся браком дочери Генриха Марии и Оттона IV 19 мая 1214 года. Именно поэтому 27 июля того же года при Бувине Генрих сражался против французского короля Филиппа II Августа. Историки Филиппа Августа сообщают, что Генрих предал своих союзников. Победа Филиппа Августа при Бувине и разгром вельфов обозначала для Генриха окончание политики балансирования между Вельфами и Гогенштауфенами. Генрих примкнул к победителям, принёс присягу Фридриху II (август 1218 года) и получил от него признание своих прав на Маастрихт.

### Последние годы
Уже в 1192 году Генрих даровал права жителям Вилворде, одного из старейших аллодов Брабантского дома. В то время как жители Вилворде не являлись крепостными, они так же не имели гражданских прав, сопоставимых с правами жителей других городов. Права предоставленные Генрихом ограничивали ситуации, в которых с ним мог взиматься налог; регламентировали вопросы судопроизводства; освобождали жителей Вилворде от воинской повинности вне границ герцогства. Генрих отменял барщину (за исключением обязанности косить сено на герцогских угодьях и просушивать его), и т. д. В 1211 году Генрих издал для Лёвена законы, регулирующие вопросы торговли и уголовных наказаний, в 1213 году — учредил восьмидневную ярмарку в Заутлеу.
Тем не менее, пик подобного рода законотворческой активности Генриха приходится на последний период его жизни. В 1221 году статус города присваивается Херенталсу, через год жители Вавра получили права, сопоставимые с правами жителей Лёвена, в 1229 году свой «уголовный кодекс» получил Брюссель, а Эйндховен стал городом в 1232. В то же время Генрих основал несколько монастырей: Тер Банк у Лёвена (1216), св. Бернарда на Шельде (1233); более того, он стал ежегодно, начиная с 1221 года, выплачивать определённую сумму викарию алтаря Трёх волхвов в кёльнском соборе, а в 1224 году передал десятину нескольких деревень брюссельским каноникам.

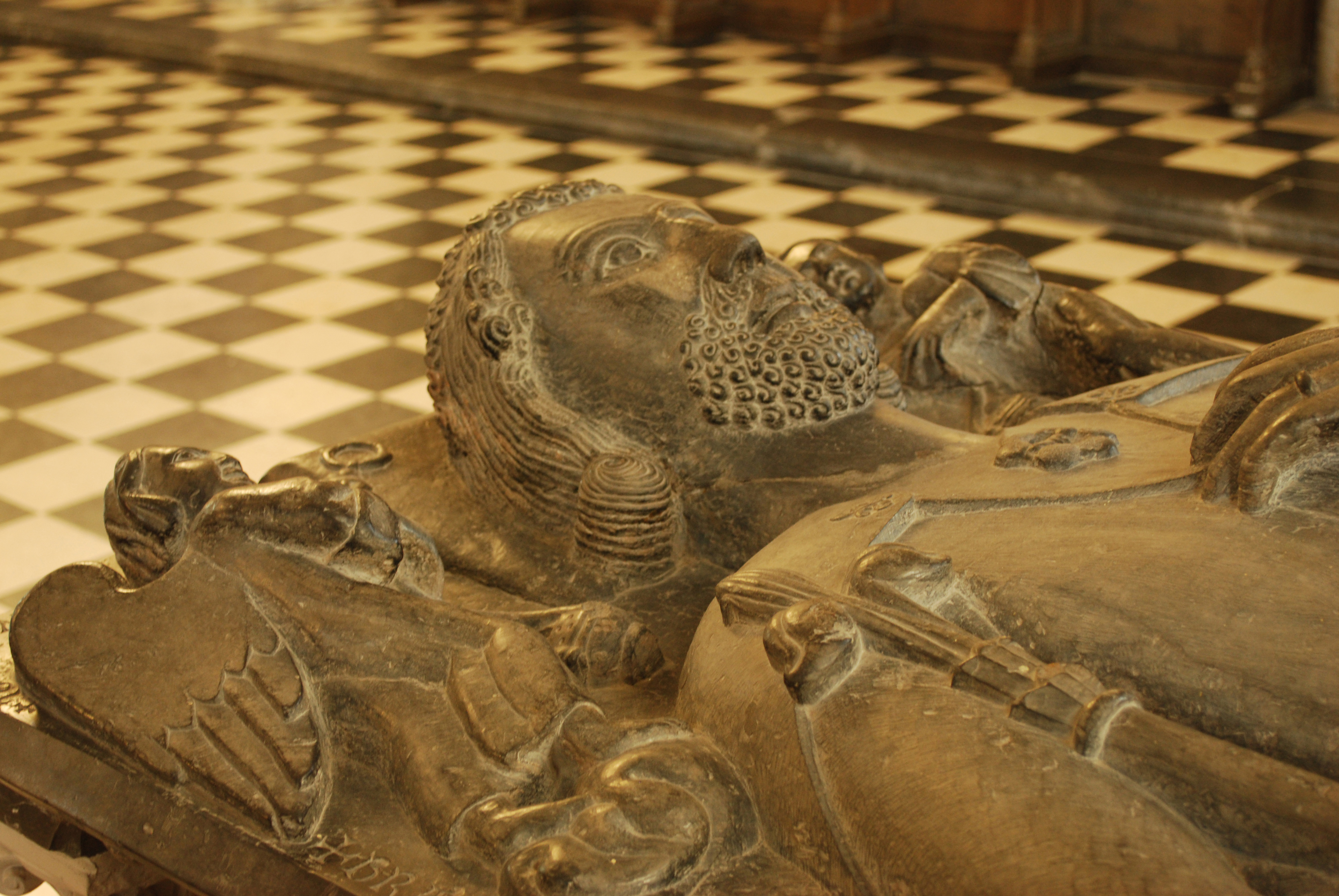
Надгробие Генриха в ц. св. Петра (Лёвен, Бельгия)

B 1224 году он освободил от налогов жителей Бюнсвейка в обмен на обязательство использовать его герб в ходе военных операций: подобная щедрость связана с неоднократными попытками захватить или убить человека с влиятельным гербом. Так, в вышеупомянутой битве при Степпе герб Генриха нёс заплативший за это своей жизнью Генрих Гульденбергский, а сам Генрих планировал убийство графа Лоона.
В 1235 году Генрих сопровождал в Майнц невесту Фридриха II Изабеллу Английскую. 5 сентября, на обратном пути, он заболел и умер.
Надгробие Генриха, его первой супруги Матильды и их дочери Марии находятся в ц. св. Петра в Лёвене.

## Изображения Генриха I в искусстве

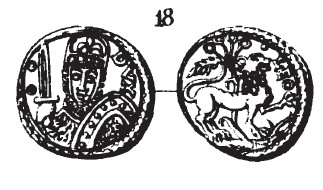
Серебряная монета Генриха I. На аверсе портрет герцога в украшенном лилией шлеме, с щитом с изображением льва в левой руке и мечом в правой; подпись DUX. На реверсе — изображение льва и подпись LEO.

До нас дошёл портрет Генриха, отчеканенный на его монетах. Генрих был первым властителем Лёвена или Брабанта, использовавшим изображение льва на монетах.
Позднее портреты Генриха I часто включались в «циклы правителей», в том числе в опубликованной около 1600 Адрианом ван Барландом и Яном Моретусом «Хронике герцогов Брабантских». В девятнадцатом веке с независимостью Бельгии подобные циклы были созданы Хендриком Лейсом и Альфонсом Петерсом для ратуши Антверпена, Полём Дюбуа для т. н. «дома короля» в Брюсселе и Шарлем Фрекеном для приюта Пашеко (фр. Hospice Pachéco) там же. Задуманный для антверпенской ратуши триптих Лейса с изображением Готфрида Бульонского, Генриха и Иоанна I остался незавершённым из-за смерти художника в 1869 году. По решению города на месте ненаписанной панели с изображением Готфрида Бульонского находится надпись, объясняющая решение города не завершать триптих в память о Лейсе.

## Браки и дети
Генрих был женат дважды. Первый раз, в 1179 году он женился на Матильде Булонской (1170-1210). В этом браке родились:
- Аделаида (1190-1265), графиня Булонская, замужем за:
  1. (1206) Арнольдом III (ум. 1223), графом Лоона[23]
  2. (1225) Гильомом X (1195 — 1247), графом Оверни[23]
  3. Арнольдом де Веземале
- Мария (1190 — 1260), замужем за
  1. (1214) Оттоном IV (1177 — 1218), императором Священной Римской империи[24]
  2. (1220) Вильгельмом I (1167 — 1223), графом Голландии[14]
- Маргарита (1192-1231), вышла в 1206 году замуж за Герхарда III, графа Гельдерна (ум. 1229)[25]. История её тяжелых родов в присутствии супруга и отца упоминается Цезарием Гейстербахским в десятой главе «Жития св. Елизаветы» («Vita Sanctae Elisabethae de Thuringia»)[26].
- Матильда (1200 — 1267), замужем за
  1. (1212) Генрихом VI (II) (ум. 1214), пфальцграфом Рейнским
  2. (1224) Флорисом IV (1210-1234), графом Голландии[27]
- Генрих II (1207-1248), герцог Брабанта
- Готфрид (1209 — 1254), владетель Гасбека

Овдовев, Генрих женился в 1213 году на Марии Французской (около 1198-1224), дочери короля Франции Филиппа II Августа и Агнессы Меранской. В этом браке родились две дочери:
- Елизавета (ум. в 1272) замужем за
  1. (1233) Дитрихом Клевским (1214-1244), господином Динслакена
  2. (1246) Герхардом II Вассенбергским (ум. 1255)
- Мария, умерла в детстве